# 빌리 빈 (1962년)
윌리엄 라마 빈(영어: William Lamar Beane, 1962년 3월 29일 ~ )은 전 미국의 프로 야구 선수이자, 전 오클랜드 애슬레틱스 단장이다. 빌리 빈은 현재 MLB의 오클랜드 애슬레틱스의 운영 부사장이다. 또한, EFL 챔피언십의 반즐리 FC의 지분을 갖고 있기도 하다.

## 생애
미국 플로리다주 올랜도에서 태어난 빌리 빈은 해군 장교였던 아버지의 영향으로 어려서부터 운동에 열중했다. 캘리포니아주 샌디에이고에서 자란 빌리 빈은 탁월한 운동 재능으로 야구는 물론 농구와 미식축구에서도 뛰어난 활약을 보였다.

### 현역 선수 시절
고등학교를 졸업하고 1980년 드래프트 1라운더로 뉴욕 메츠에 입단하여 1984년 메이저 리그에 데뷔했다. 고교 시절에는 유망주로 평가받았으나 프로에서는 성공하지 못했다. 여러 팀을 전전하다가 오클랜드 애슬레틱스에서 1989년을 끝으로 은퇴했다.

## 1984년
1984년 9월 13일 피츠버그 파이리츠와의 경기에서 1-9로 뒤진 7회 말 1아웃 상황 좌익수 조지 포스터의 대타로 나왔으나 2타수 무안타를 기록하였다. 그 해 9월 26일 제리 쿠스만을 상대로 첫 안타를 신고하였다.
고교 시절 코치였던 샘 블레이락은 빌리 빈의 실패에 대해 이렇게 말했다.
| “ | 그에게 무형의 자산, 즉 긍정적인 사고만 있었다면 프로 무대에서 분명 성공했을 겁니다. | ” |
|   | — 샘 블레이락, <머니볼>                                                             |   |

### 현역 선수 은퇴 후
은퇴 후 애슬레틱스의 프론트에서 스카우트로 일했다.
1998년 애슬레틱스의 단장에 임명되었다. 이후 그는 '세이버메트리션' 이론을 바탕으로 기존의 메이저 리그 구단들과 다른 팀 운영을 선보였고, 그 결과 메이저 리그에서 가장 가난한 구단 중 하나인 애슬레틱스를 2000년대 이후 거의 매년 포스트시즌에 진출하는 강팀으로 변모시켰다. 
2002년에 애슬레틱스는 아메리칸 리그에서 유일하게 20 연승을 기록한 구단이었다. 2006년에는 아메리칸 리그 디비전 시리즈에서 미네소타 트윈스를 상대로 승리하면서 지구 우승을 차지했으나, 아메리칸 리그 챔피언쉽 시리즈(ALCS)에서 디트로이트 타이거스를 상대로 스윕패를 당했다.
그와 애슬레틱스 팀의 변화를 소재로 〈머니볼〉이라는 책이 2003년 발간됐다. 그리고 2011년 <머니볼>이라는 책은 브래드 피트가 주연이 되어 영화로도 나오게 된다.
그는 2002년 오클랜드 애슬레틱스에서의 노고를 인정받아 보스턴 레드삭스의 구단주 존 헨리가 그를 레드삭스의 단장으로 채용하려 했으나 빌리는 거절했다. 빌리는 그 이유를 한 기자에게 털어놓고 싶진 않지만 진실임이 분명한 말을 내뱉었다.
| “ | 난 인생에서 단 한 번 돈 때문에 결정을 내린 적이 있습니다. 바로 스탠퍼드에 가지 않고 메츠로 간 일이죠. 그 후 나 자신한테는 다시는 그런 일을 하지 않겠다고 맹세했습니다. | ” |
|   | — 빌리 빈, <머니볼> |   |

이후 레드삭스는 테오 엡스타인이라는 예일대 출신을 단장으로 채용했고 2004년 월드 시리즈에 우승해 밤비노의 저주를 풀었다.
현재 오클랜드 애슬레틱스에서 여전히 단장으로 일하고 있다.

## 수상 기록
2007년 포보스지 선정 최고의 메이저 리그 단장으로 뽑혔다.

## 통산 기록
301타수
평균타율 0.219
홈런 3개
출루율 0.246
장타율 0.296
볼넷 11개
삼진 80개